# Col de Laza
Le col de Laza (Lazako mendate en basque ou Alto de Laza en espagnol) est un col des Pyrénées espagnoles situé à 1 106 mètres d'altitude dans la Communauté forale de Navarre. Il se trouve sur la route NA140, faisant la liaison entre la vallée de Salazar (direction ouest) et la vallée de Roncal (direction sud-est).

## Tour de France
- Tour de France cycliste : ascension du Portillo de Lazar pour le Tour 2007 (16e étape).